# Protohystricia orientalis
Protohystricia orientalis là một loài ruồi trong họ Tachinidae.